# 金田一少年の事件簿 (亀梨和也のテレビドラマ)
『金田一少年の事件簿』（きんだいちしょうねんのじけんぼ）は、同名漫画『金田一少年の事件簿』を原作とした日本のテレビドラマ。

## 概要
日本テレビ系で2005年9月24日、土曜21:00 - 23:09に放送された。主な登場人物の設定・性格は大幅に変更されている。
歴代シリーズでは唯一、単発ドラマのみで連続ドラマ版が制作されなかった。
2022年3月8日に地上波再放送（関東ローカル）、及び動画配信サービスhulu（同年8月31日までの期間限定配信）とTVerで配信開始された。但し、本放送後に起きた不祥事の影響で田中聖と中丸雄一の出演シーンは全カット、一部シーンの入れ替えや、本放送時冒頭で説明されていた一と美雪がペンションに向かった理由をテロップで説明するカットが再編集で追加された。

## 主要人物
金田一一（きんだいち はじめ）
演 - 亀梨和也（KAT-TUN）
不動高校2年生。
軽い性格で原作とは違い事件に関わる事に対して消極的で、祖父を嫌うなどコンプレックスを持つ。本作ではミステリー研究会ではなく幽霊部員として陸上部に所属。
七瀬美雪（ななせ みゆき）
演 - 上野樹里
不動高校2年生。
ミステリー研究会ではなく陸上部に所属している。一本気で凛とした大人な性格。自他共に厳しく、一にも原作より辛辣な態度で接する。
剣持勇（けんもち いさむ）
演 - 加藤雅也
警視庁警部。扇子を愛用。
原作の「オペラ座館殺人事件」時の剣持に近く、一に対して厳しく非協力的な態度をとり「ボウズ」や「アンポンタン」と彼を名前で呼ぶことはなかった。ある出来事で一に祖父譲りとも言える推理の才能がある事に気付き、最終的に彼を認める。
言葉遣いを重視しており、少しでもおかしいと思ったら細かく指摘する。
終盤で「乞うご期待」という文字が入った扇子を持っているシーンがあり、本放送当時は続編制作も視野に入っていた事が示唆されている。

## ゲスト
湊青子（みなと あおこ）
演 - 星野真里（幼少期：有安杏果）
ペンションの従業員。
緋色景介（ひいろ けいすけ）
演 - 中村俊介
ペンションの宿泊客。
猫間純子（ねこま じゅんこ）
演 - 小西美帆
ペンションの宿泊客。フリーライター。
貴船葉平（きふね ようへい）
演 - 江成正元
ペンションのアルバイト従業員。
海谷朝香（かいたに あさか）
演 - 山下容莉枝
ペンションの宿泊客。ブティックを経営。
二神育夫（ふたがみ いくお）
演 - 正希光
ペンションの宿泊客。医師。
安池薫（やすいけ かおる）
演 - 矢島健一
ペンションの宿泊客。
常に右手をポケットに入れて隠している。
流山森太郎（ながれやま しんたろう）
演 - 保阪尚希
ペンションの宿泊客。カメラマン。
比良川透（ひらかわ とおる）
演 - 篠井英介
ペンションのオーナー。
辻由利亜（つじ ゆりあ）
演 - 加藤ローサ
ホテルの前オーナーの娘。
高橋（たかはし）
演 - 田中聖（当時KAT-TUN）
陸上部部員。
元々は美雪が提案した合宿に参加する予定だったが、赤点の補習と偽って仲根や女友達と一緒に海へ遊びに行ってしまう。
仲根（なかね）
演 - 中丸雄一（KAT-TUN）
陸上部部員。高橋同様に合宿をサボって遊びに行ってしまう。
ギャル
演 - サエコ
警官
演 - 滝裕次郎

## スタッフ
- 原作 - 天樹征丸、金成陽三郎 / 漫画 - さとうふみや『金田一少年の事件簿』
- 脚本 - 福間正浩
- 音楽 - 仲西匡
- 演出 - 池田健司
- 主題歌 - KAT-TUN「ツキノミチ」
- 技術協力 - NTV映像センター、日本テレビアート
- 美術協力 - 日本テレビアート
- プロデューサー - 桑原丈弥、小林美穂（オフィスクレッシェンド）
- 制作協力 - オフィスクレッシェンド
- 制作著作 - 日本テレビ

## 放送日程
| 放送回 | 放送日        | サブタイトル       | 脚本     | 演出     | 視聴率 |
| ------ | ------------- | ------------------ | -------- | -------- | ------ |
| SP     | 2005年9月24日 | 吸血鬼伝説殺人事件 | 福間正浩 | 池田健司 | 18.6%  |

## 映像ソフト
2006年6月11日に一度再放送が行われて以降長年ソフト化されなかったが、2022年10月5日にBlu-rayとDVDが発売された。なお本放送当時のものではなく再編集版のソフト化となる。